# Tam-U
Tam-U（たむゆー、7月8日 -）は、日本のイラストレーター。同人サークル「ハイテクペンケース」主宰。

## 作品リスト

### 挿絵・イラスト
書籍
- ネコぱら ～ショコラ＆バニラ～（原作：NEKO WORKs、電撃コミックス）ISBN 9784049122572
- 信者ゼロの女神サマと始める異世界攻略（著：大崎アイル、オーバーラップ文庫）
- 読者参加型アンソロジー シスター・コンプレックス（表紙イラスト、電撃G's magazine編集部）ISBN 9784049130553
- 私のシスター・ラビリンス（著：みかみてれん、電撃G's magazine編集部）ISBN 9784049137224
- 異世界で天才画家になってみた（著：八華、MFブックス）ISBN 9784046830043

ゲーム
- アズールレーン（Yostar、周年記念イラストなど）
- レッド：プライドオブエデン（YOOZOO Games（中国語: 游族网络）、リリース記念イラスト）[1]
- ブルーアーカイブ（Yostar、リリース記念イラスト[2]、1周年記念イラスト[3]）
- うたわれるもの ロストフラグ（アクアプラス）[4]
- 東方LostWord（グッドスマイルカンパニー）[5]
- バンドリ! ガールズバンドパーティ!（ブシロード、6周年記念イラスト） [6]

その他
- BanG Dream! It's MyGO!!!!!（ブシロード、第5話公式ファンアート）[7]

### キャラクターデザイン
○出典：Tam-U　お仕事歴 (@tamuworks)
バーチャルYouTuber
- 紫咲シオン（ホロライブ）
- エイラー（EC19 Projekt） - キャラクターデザイン、Vtuberモデル制作
- 小町ぱんこ（Phase Connect） - キャラクターデザイン、Vtuberモデル制作
- ローズ・スイング！（REALITY Studios） - キャラクターデザイン、公式ビジュアル制作
- 飴望にぃな（Varium） - キャラクターデザイン、Live2Dモデル

その他
- 御室ムスメ 熊谷真愛
- アッシュアームズ‐灰燼戦線‐ 「グリレH型」魔法使いスキン
- kongstudios - 『ガーディアンテイルズ』ベロニカ日本版